# Bernd Wulffen

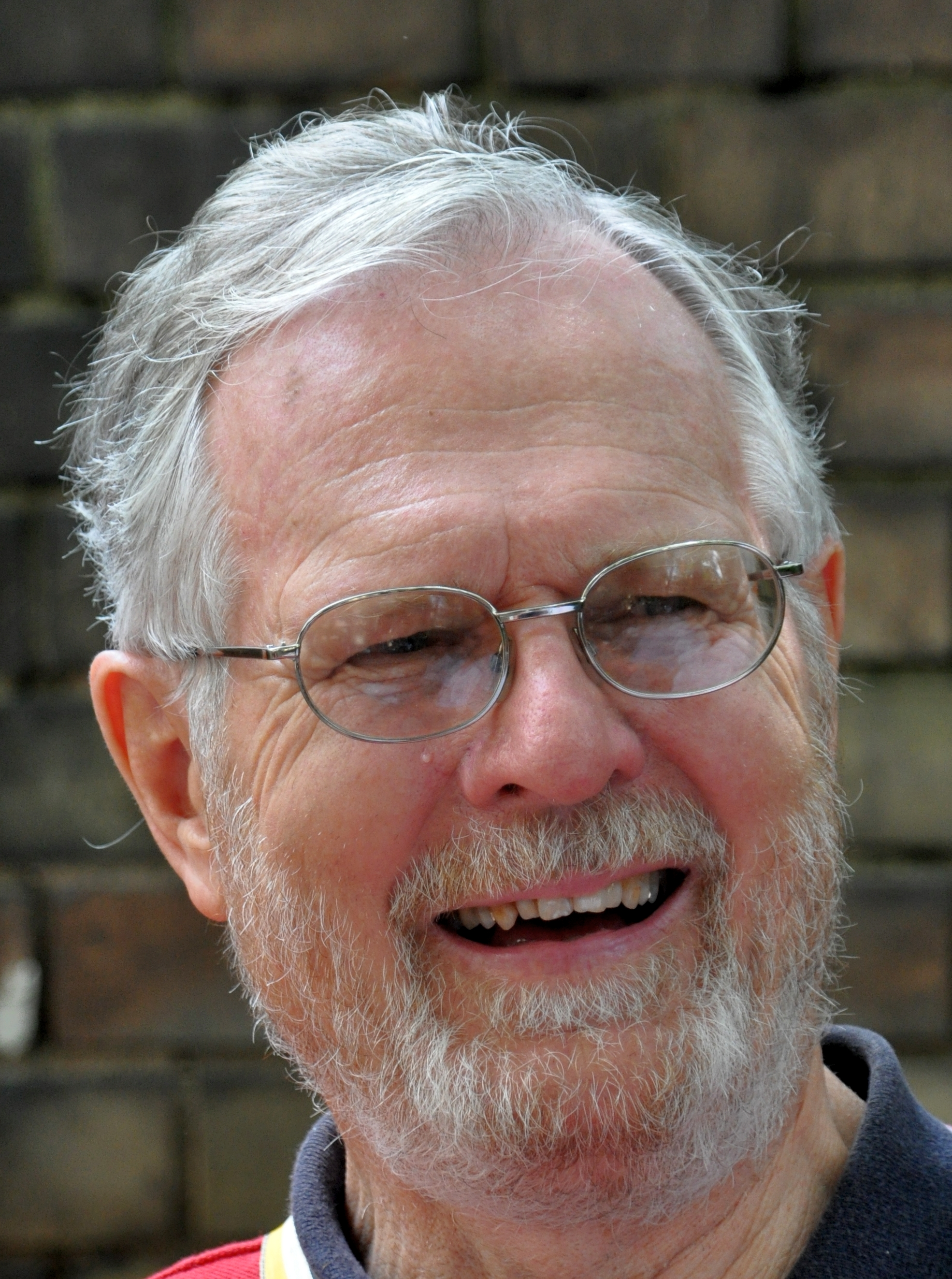
Bernd Wulffen (2011)

Bernd Wulffen (* 9. Oktober 1940 in Klosterheide, Provinz Brandenburg) ist ein deutscher Diplomat. Er war Botschafter in verschiedenen Ländern, zuletzt in Kuba.

## Leben
Wulffen wuchs  im Sudetenland auf. Nach dem Zweiten Weltkrieg siedelte seine Familie nach Thüringen über, floh jedoch 1948 in die Amerikanische Besatzungszone. Die Familie zog 1952 nach Mittelhessen um, wo Wulffen die Goetheschule Wetzlar besuchte und 1959 sein Abitur machte. Von 1959 bis 1965 studierte er Rechtswissenschaften, Romanistik und Politologie in Frankfurt am Main, West-Berlin und Marburg. In Frankfurt wurde er Mitglied des Corps Austria. Im Jahre 1967 promovierte er und war ab 1968 kurzzeitig als Anwalt tätig. 1969 erfolgte sein Eintritt in den höheren auswärtigen Dienst. Von 1970 bis 1991 war er Kulturattaché und Konsul an den deutschen Botschaften in Buenos Aires und Mexiko-Stadt, Botschafter in Kuwait und Bahrain sowie Wirtschafts- und Wissenschaftsattaché in Indonesien und der Volksrepublik China. Danach war er von 1999 bis 2000 ziviler Koordinator im Kosovo. Von 2001 bis 2005 war Wulffen Botschafter in Kuba.
Bernd Wulffen ist mit einer Argentinierin verheiratet und lebt abwechselnd in Argentinien und Deutschland. Über Kuba und seine Zeit als Botschafter dort veröffentlichte er bisher zwei Bücher.

## Werke
- Richterliches Prüfungsrecht im Heiligen Römischen Reich deutscher Nation des 18. Jahrhunderts. Frankfurt am Main (Dissertation) 1967.
- Wörterbuch wirtschaftlicher Begriffe. Brandstetter, 1985, ISBN 3-87097-122-3.
- Eiszeit in den Tropen – Botschafter bei Fidel Castro. Ch. Links Verlag, Berlin 2006, ISBN 3-86153-406-1.
- Kuba im Umbruch – Von Fidel zu Raúl Castro. Ch. Links Verlag, Berlin 2008, ISBN 978-3-86153-486-0.
- Nicht nur mit dem Cocktailglas. Selbstverlag, Berlin 2008, ISBN 978-3-00-024867-2.
- Deutsche Spuren in Argentinien. Zwei Jahrhunderte wechselvoller Beziehungen. Ch. Links Verlag, Berlin 2010, ISBN 978-3-86153-573-7.